# Theater in der Filmdose
Das Theater in der Filmdose ist ein privates Theater in Köln. Es befindet sich in der Gaststätte Filmdose im Universitätsviertel.

## Geschichte
Der Regisseur Walter Bockmayer eröffnete 1975 auf der Zülpicher Straße an der Ecke zur Kyffhäuser Straße das Lokal Filmdose, wo er auf einer Bühne seine Inszenierungen aufführen ließ. 1984 wurde das „Theater in der Filmdose“ gegründet. Zu den Darstellern zählten unter anderem Ralph Morgenstern, Dada Stievermann, Hella von Sinnen und Dirk Bach. Das Lokal wurde von Ensemblemitglied Alexander Moll übernommen und fortgeführt.

## Stücke
- 1984–1986: Geierwally (u. a. mit Ralph Morgenstern, Dirk Bach, Samy Orfgen)
- 1986–1987: Kaiserschmarn
- 1987: Untermieter gesucht
- 1989–1990: Sissi – Beuteljahre einer Kaiserin (u. a. mit Ralph Morgenstern, Dada Stievermann)
- 2002–2004: Das Heidi – auf dem Gipfel der Lust!
- 2004–2006: Diana – Das Mädchen mit der Arschkarte
- 2006–2008: Pretty Prummen – Die Hure, der die Männer vertrauen
- 2008–2010: Vom Winde verdreht – Ein kölsches Südstadt-Melodram (u. a. mit Georg Lenzen)
- 2010–2012: Trashdance – Jetzt auch in 3D (u. a. mit Georg Lenzen)
- 2012–2014: Das Heidi - Reloaded
- 2014–2016: Der Exorzist – auf Teufel komm raus!
- 2016–2018: Rebecca – die Frau, die nicht viel wusste! (u. a. mit Claus Janzen)
- 2018–2020: TEITÄNIC – die tun nix – die wollen nur cruisen! (u. a. mit Claus Janzen)
- 2022–2024: Splissi - Schicksalsjahre eines Tanzmariechens (u. a. mit Claus Janzen)